# والتر جينيراتي
والتر جينيراتي (بالإيطالية: Walter Generati)‏ ولد بتاريخ 08 سبتمبر 1913 في بومبورتو، إيطاليا، وتوفي في 08 فبراير 2001 في مودينا، كان دراج إيطالي في صنف سباق الدراجات على الطريق.

## سجل النتائج

### سباقات أو مراحل فاز بها
- طواف فرنسا

## وصلات خارجية
- الموقع الرسمي

## روابط خارجية
- والتر جينيراتي على موقع أرشيف الدراجات (الإنجليزية)
- والتر جينيراتي على موقع إحصائيات الدراجات الإحترافية (الإنجليزية)
- والتر جينيراتي على موقع CycleBase (الإنجليزية)